# Celastrina sachalinensis
Celastrina sachalinensis är en fjärilsart som beskrevs av Teiso Esaki 1922. Celastrina sachalinensis ingår i släktet Celastrina och familjen juvelvingar. Inga underarter finns listade i Catalogue of Life.